# Bromus rigidus
Bromus rigidus är en gräsart som beskrevs av Albrecht Wilhelm Roth. Bromus rigidus ingår i släktet lostor, och familjen gräs. Inga underarter finns listade i Catalogue of Life.

## Bildgalleri

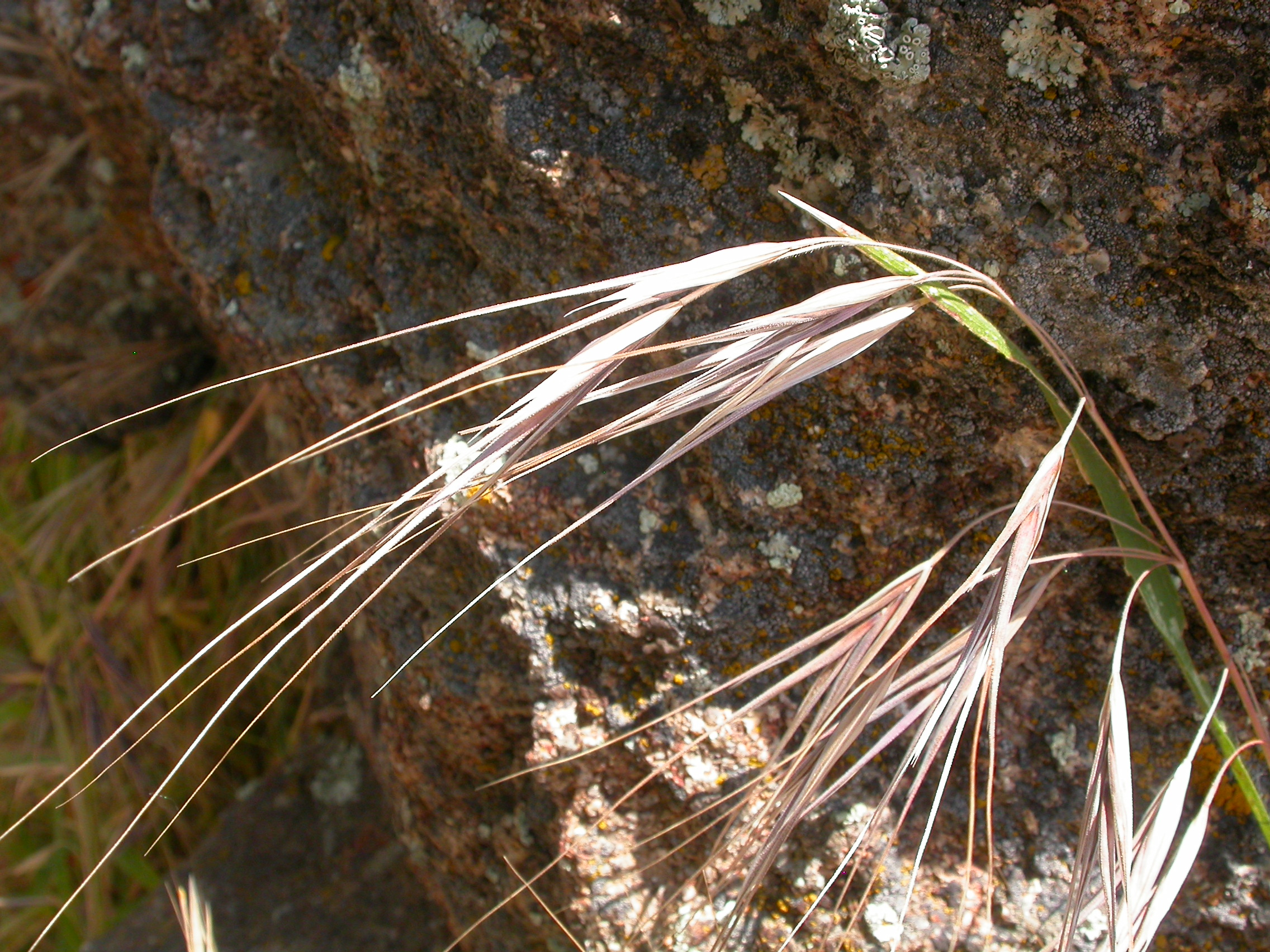
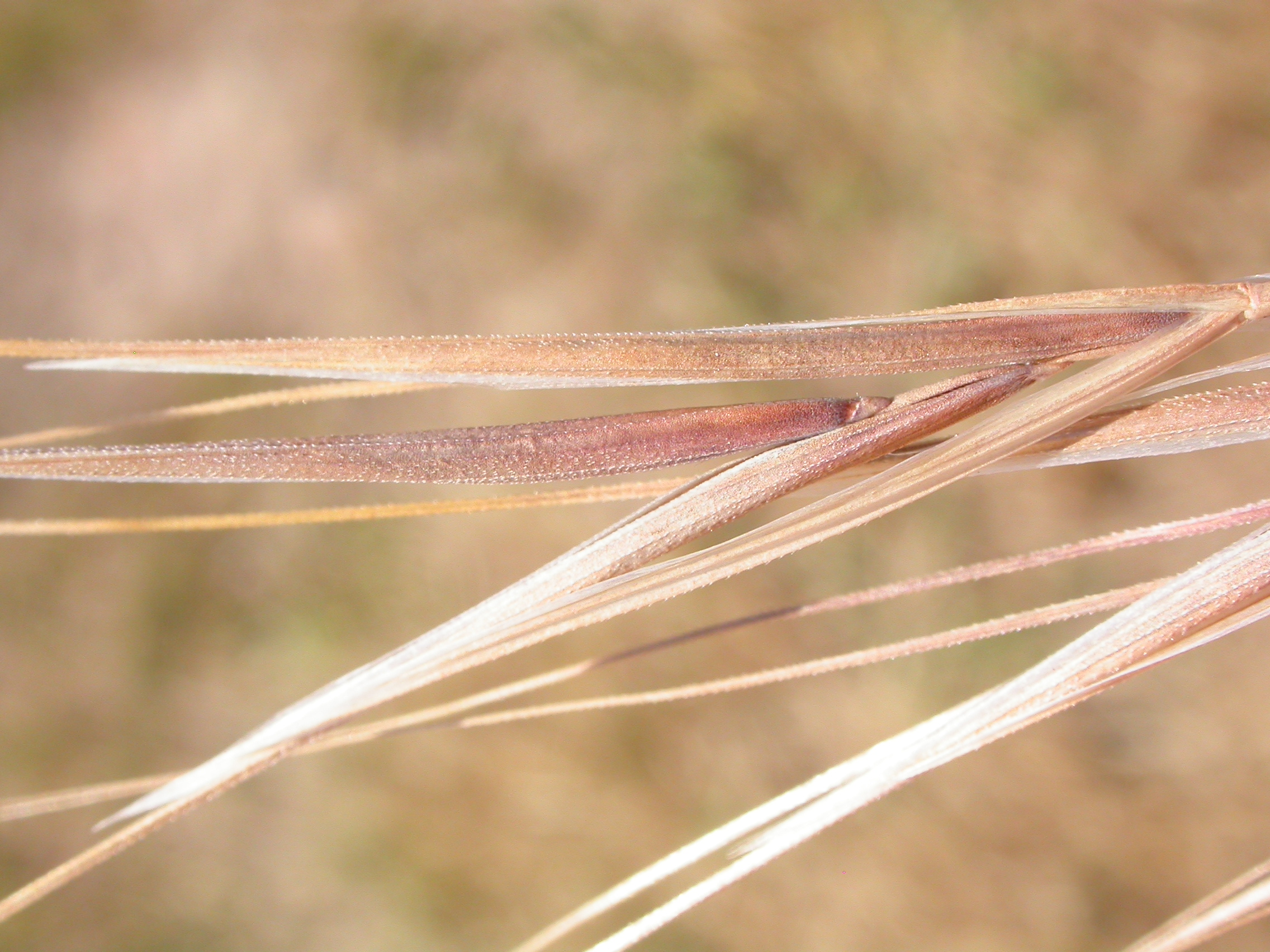
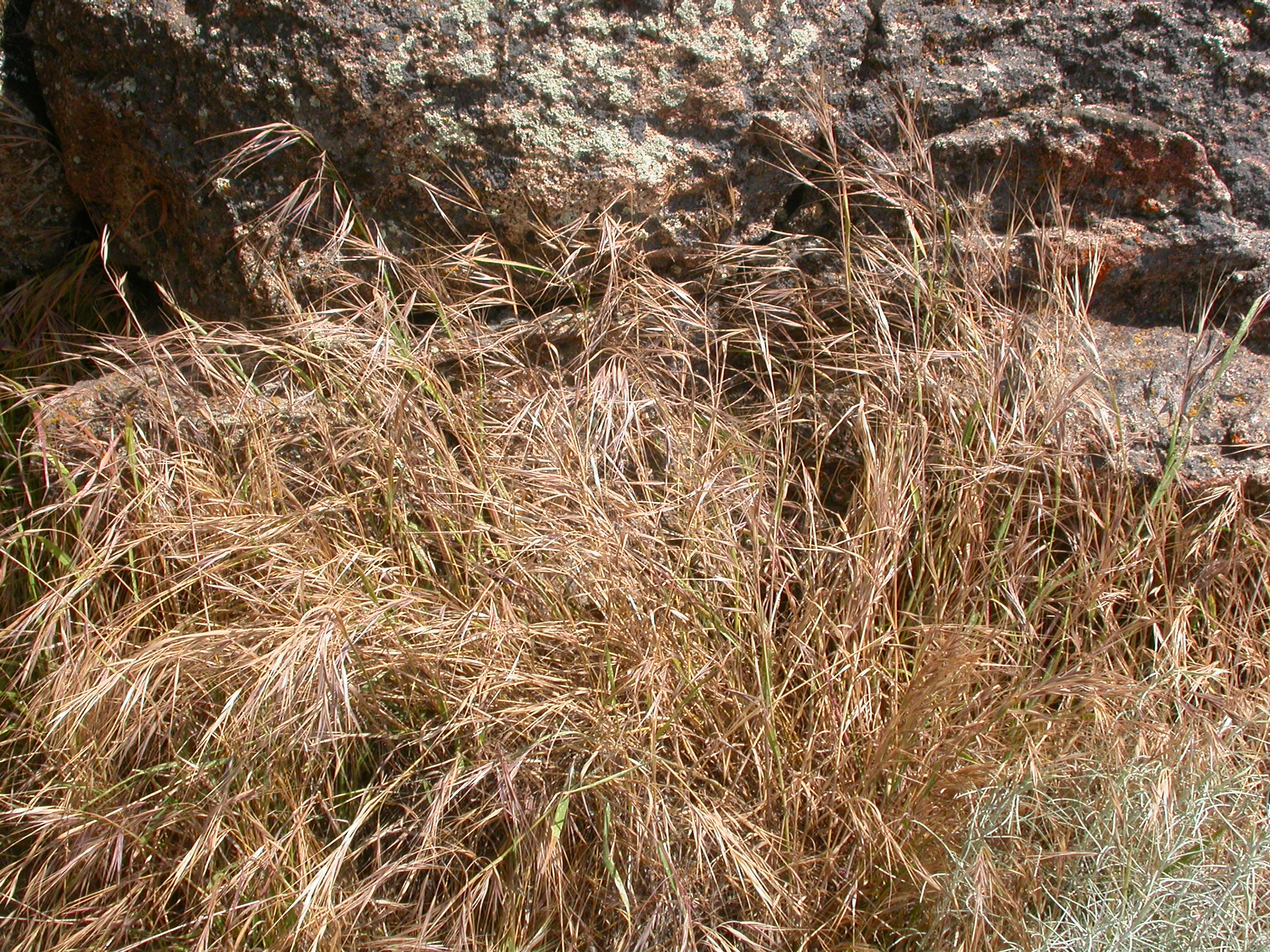
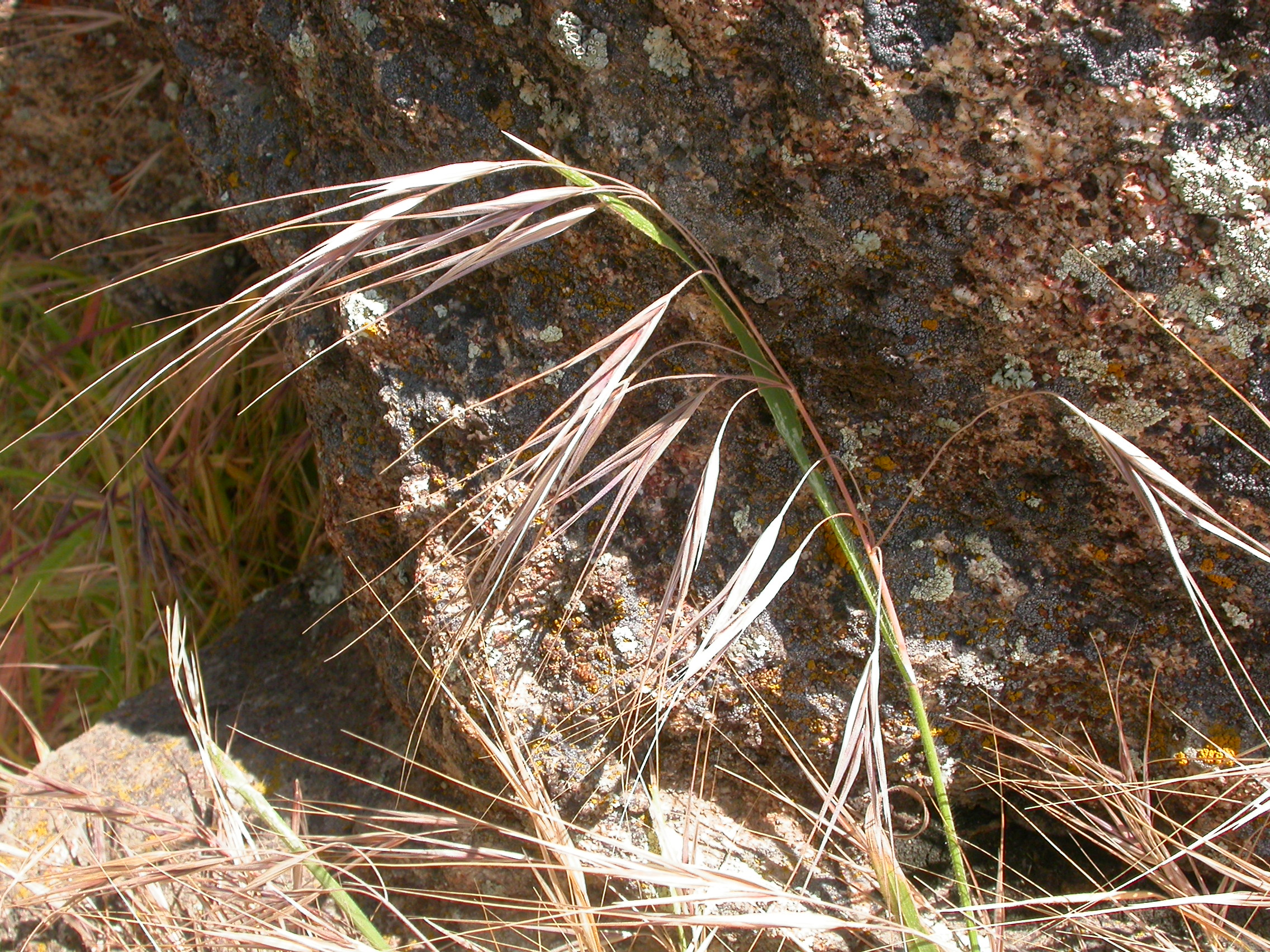